# برياركليف (تكساس)
برياركليف (بالإنجليزية: Briarcliff, Texas)‏ هي قرية تقع في الولايات المتحدة في مقاطعة ترافيز، تكساس. يقدر عدد سكانها بـ 895 نسمة ومساحتها 3.8 كم2 وترتفع عن سطح البحر 231 متر.

## التركيبة السكانية
حدّد مكتب تعداد الولايات المتحدة بيانات التركيبة السكانية لبرياركليف في تعداد الولايات المتحدة. في ما يلي، التركيبة السكانية حسب تعدادي 2000 و2010.

### تعداد عام 2000
بلغ عدد سكان برياركليف 895 نسمة بحسب تعداد عام 2000، وبلغ عدد الأسر 369 أسرة وعدد العائلات 261 عائلة مقيمة في القرية. في حين سجلت الكثافة السكانية 199.3 نسمة لكل كيلومتر مربع (516.2/ميل2). وبلغ عدد الوحدات السكنية 455 وحدة بمتوسط كثافة قدره 101.3 لكل كيلومتر مربع (262.4/ميل2).
وتوزع التركيب العرقي للقرية بنسبة 95.31% من البيض و0.45% من الأمريكيين الأفارقة و0.11% من الأمريكيين الأصليين و0.45% من الأمريكيين ذوي الأصول الآسيوية و2.23% من الأعراق الأخرى و1.45% من عرقين مختلطين أو أكثر و7.37% من الهسبانيون أو اللاتينيون من أي عرق.
بلغ عدد الأسر 369 أسرة كانت نسبة 32.8% منها لديها أطفال تحت سن الثامنة عشر تعيش معهم، وبلغت نسبة الأزواج القاطنين مع بعضهم البعض 61.8% من أصل المجموع الكلي للأسر، ونسبة 6.5% من الأسر كان لديها معيلات من الإناث دون وجود شريك،  بينما كانت نسبة 2.4% من الأسر لديها معيلون من الذكور دون وجود شريكة وكانت نسبة 29.3% من غير العائلات. تألفت نسبة 22.5% من أصل جميع الأسر من عدة أفراد يعيشون في نفس المنزل ونسبة 6.2% كانت تتألف من شخص يعيش بمفرده يبلغ من العمر 65 عاماً أو أكثر. وبلغ متوسط حجم الأسرة المعيشية 2.43، أما متوسط حجم العائلات فبلغ 2.86.
بلغ العمر الوسطي للسكان 40.8 عاماً. وكانت نسبة 22.8% من القاطنين تحت سن الثامنة عشر، وكانت نسبة 4.8% بين الثامنة عشر والرابعة والعشرين عاماً، ونسبة 32% كانت واقعةً في الفئة العمرية ما بين الخامسة والعشرين والرابعة والأربعين عاماً، ونسبة 31.6% كانت ما بين الخامسة والأربعين والرابعة والستين، ونسبة 8.8% كانت ضمن فئة الخامسة والستين عاماً فما فوق. يوجد لكل 100 أنثى 104.3 ذكر، ويوجد لكل 100 أنثى في الثامنة عشر من عمرها فما فوق 100.3 ذكر.
بلغ متوسط دخل الأسرة في القرية 76,453 دولارًا، أما متوسط دخل العائلة فبلغ 82,507 دولارًا. وكان متوسط دخل الذكور 50,000 دولارًا مقابل 33,906 دولارًا للإناث. وسجل دخل الفرد الخاص بالقرية 32,650 دولارًا. وكانت نسبة 0.7% من العائلات ونسبة 3.5% من السكان تحت خط الفقر، وكان من هؤلاء نسبة 6.6% تحت سن الثامنة عشر ونسبة 0% في الخامسة والستين من العمر وما فوق.

### تعداد عام 2010
بلغ عدد سكان برياركليف 1,438 نسمة بحسب تعداد عام 2010، وبلغ عدد الأسر 588 أسرة وعدد العائلات 439 عائلة مقيمة في القرية. في حين سجلت الكثافة السكانية 320.3 نسمة لكل كيلومتر مربع (829.6/ميل2). وبلغ عدد الوحدات السكنية 717 وحدة بمتوسط كثافة قدره 159.7 لكل كيلومتر مربع (413.6/ميل2).
وتوزع التركيب العرقي للقرية بنسبة 95.76% من البيض و0.28% من الأمريكيين الأفارقة و0.28% من الأمريكيين الأصليين و0.49% من الأمريكيين ذوي الأصول الآسيوية و1.67% من الأعراق الأخرى و1.53% من عرقين مختلطين أو أكثر و6.54% من الهسبانيون أو اللاتينيون من أي عرق.
بلغ عدد الأسر 588 أسرة كانت نسبة 31.5% منها لديها أطفال تحت سن الثامنة عشر تعيش معهم، وبلغت نسبة الأزواج القاطنين مع بعضهم البعض 66.5% من أصل المجموع الكلي للأسر، ونسبة 5.8% من الأسر كان لديها معيلات من الإناث دون وجود شريك،  بينما كانت نسبة 2.4% من الأسر لديها معيلون من الذكور دون وجود شريكة وكانت نسبة 25.3% من غير العائلات. تألفت نسبة 18.9% من أصل جميع الأسر من عدة أفراد يعيشون في نفس المنزل ونسبة 5.4% كانت تتألف من شخص يعيش بمفرده يبلغ من العمر 65 عاماً أو أكثر. وبلغ متوسط حجم الأسرة المعيشية 2.45، أما متوسط حجم العائلات فبلغ 2.80.
بلغ العمر الوسطي للسكان 43.1 عاماً. وكانت نسبة 21.7% من القاطنين تحت سن الثامنة عشر، وكانت نسبة 4.2% بين الثامنة عشر والرابعة والعشرين عاماً، ونسبة 28.2% كانت واقعةً في الفئة العمرية ما بين الخامسة والعشرين والرابعة والأربعين عاماً، ونسبة 34.1% كانت ما بين الخامسة والأربعين والرابعة والستين، ونسبة 11.8% كانت ضمن فئة الخامسة والستين عاماً فما فوق. وتوزع التركيب الجنسي للسكان بنسبة 50.6% ذكور و49.4% إناث.